# Józef Zon
Józef Roman Zon (ur. 29 lipca 1948 r. w Starej Wsi k. Limanowej) – polski filozof, doktor habilitowany, pracownik naukowo-dydaktyczny KUL, filozof przyrody.

## Życiorys
Uczęszczał do Liceum Ogólnokształcącego w Limanowej, które ukończył w roku 1966. W 1968 roku rozpoczął studia na Wydziale Filozofii, w sekcji Filozofii Przyrody. W 1973 r. uzyskał magisterium na podstawie pracy: Wpływ naturalnego promieniowania elektromagnetycznego na człowieka. Doktoryzował się w 1977 r., przedstawiając dysertację: Bioelektryczny aspekt procesów gerontalnych. Obie prace zostały napisane pod kierunkiem ks. W. Sedlaka. Stopień doktora habilitowanego w zakresie nauk humanistycznych otrzymał w 2000 r. na podstawie rozprawy Bioplazma oraz plazma fizyczna w bioukładach. Studium przyrodnicze i filozoficzne (Lublin 2000). 
Od roku 1974 był zatrudniony jako asystent, w 1979-95 adiunkt, a następnie starszy wykładowca w Katedrze Biologii Teoretycznej na Wydziale Filozofii. Odbył kilkumiesięczne staże naukowe na Katholieke Universiteit Leuven (1985,1991,1993). W 1980-81 przebywał na stypendium naukowym Fundacji Kościuszkowskiej w Department of Biophysics w Michigan State University, pod kierunkiem prof. H. Ti Tiena. Od 2003 r. pracował na stanowisku profesora nadzwyczajnego w Katedrze Filozofii Nauk Przyrodniczych. W latach 2003–05 był kierownikiem Sekcji Filozofii Przyrody i Nauk Przyrodniczych, a w latach 2006-08 był dyrektorem Instytutu Filozofii Przyrody i Nauk Przyrodniczych. Był współzałożycielem Fundacji Bioelektroniki im. Włodzimierza Sedlaka, gdzie pełnił funkcje sekretarza, przewodniczącego Rady Naukowej i prezesa Zarządu, a także redagował biuletyn fundacji. Należy do Polskiego Towarzystwa Biofizycznego (od 1978 r.). Jest/był członkiem Towarzystwa Naukowego KUL (od 1978 r.), członkiem Society for Scientific Exploration (1983-2000) i Polskiego Towarzystwa Filozoficznego (od 2005 r.). Był członkiem European BioElectromagnetics Association (1991-92) oraz wchodził w skład zespołu redakcyjnego „Journal of Bioelectricity" (1986-89). W latach 2005–2009 był przewodniczącym Sekcji Filozofii Przyrody i Nauk Przyrodniczych Polskiego Towarzystwa Filozoficznego. Był jednym z założycieli Stowarzyszenia „Nasze Czuby" i redaktorem naczelnym gazety dzielnicowej o tym samym tytule (1990-2010). 

## Praca naukowa
W pracy naukowej podejmuje zagadnienia dotyczące: hipotezy o powiązaniu stanu plazmowego z życiem, bioelektroniki jako dziedziny wiedzy o własnościach elektronicznych składników organizmów i możliwej ich życiowej roli, powiązań elektromagnetyzmu z życiem, ewolucji i ewolucjonizmu oraz ich wymiaru światopoglądowego, a także pseudonauki i paranauki oraz ich związkami z naukami przyrodniczymi i filozofią przyrody. 
Jest autorem publikacji naukowych, m.in.: 
- Plazma elektronowa w błonach biologicznych,
- Bioelektromagnetyka i etyka. Niektóre kwestie moralne związane ze skażeniem elektromagnetycznym środowiska,
- Starostoicka doktryna pneumy a koncepcja bioplazmy. I. Własności pneumy i plazmy fizycznej w świecie „nieożywionym" ,
- Doktryna pneumy a koncepcja bioplazmy. II. Własności i funkcje pneumy i plazmy fizycznej w świecie ożywionym,
- Życie jest plazmą. Współczesna postać metafory życia jako ognia,
- Physical Plasma Switchability in the Brain,
- Kiedy „kreacja albo ewolucja", a kiedy „kreacja oraz ewolucja",
- Nanoneuroplazmonika - ku odnowieniu wibracjonistycznego paradygmatu odnoszącego się do stanów mózgu i mechanizmów jego działania.

Ponadto jest autorem 13 haseł w Encyklopedii katolickiej oraz 16 haseł w Powszechnej Encyklopedii Filozofii.